# Hona
För den elektriska betydelsen av hona, se kontaktdon.

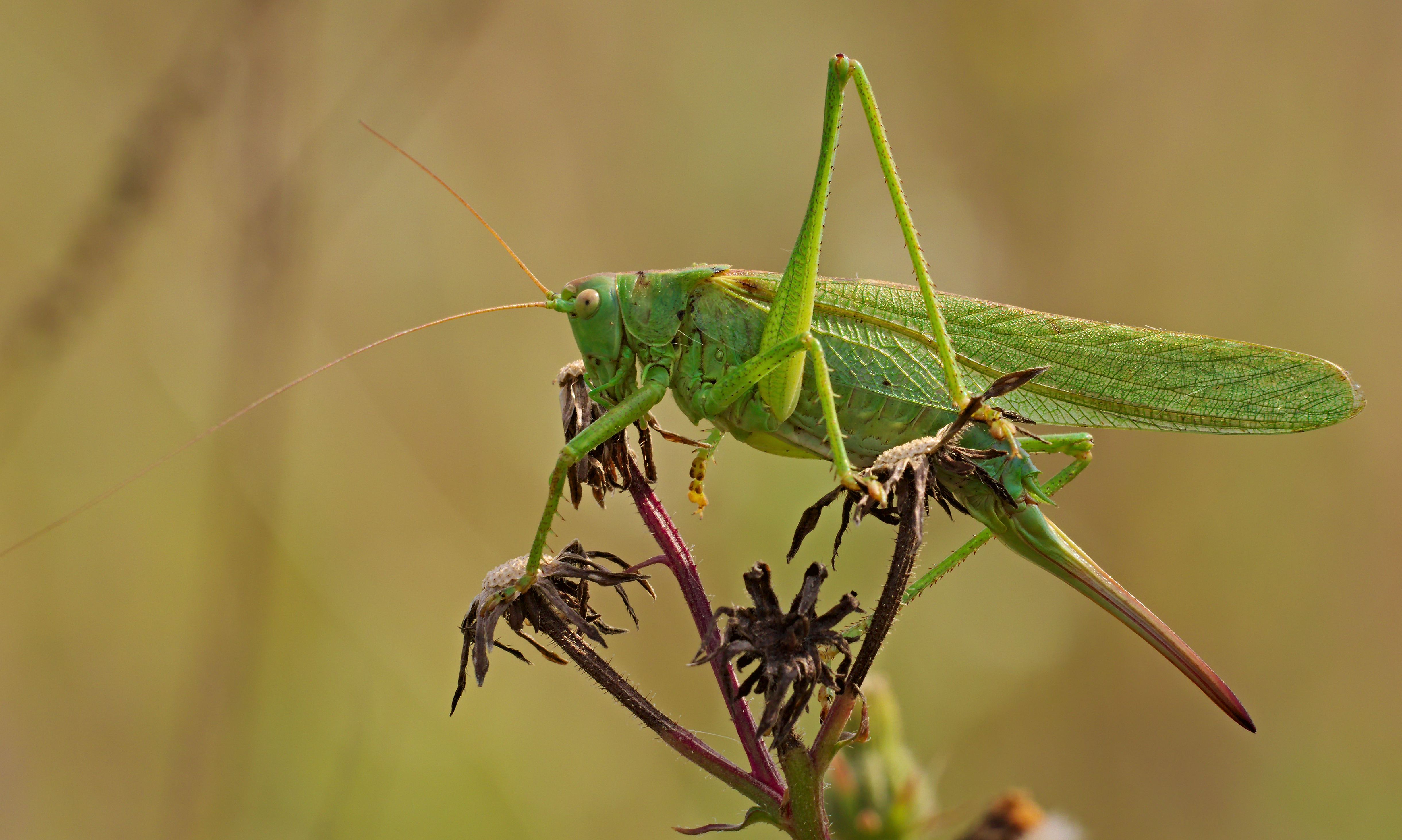
Grön vårtbitare, hona med äggläggningsrör.

Den astronomiska symbolen för planeten Venus används internationellt som symbol för honor. Planeten är uppkallad efter den romerska kärleksgudinnan med samma namn.

Hona är hos djurarter med sexuell förökning den könstyp som fysiologiskt bildar ägg och föder fram avkomman eller dess förstadium, såsom ett befruktat ägg, i motsats till hanar som bildar spermier. Honliga egenskaper förekommer emellertid ibland även i växtriket, så till exempel hos humleplantor som antingen är hanar eller honor. 
För vissa djur finns särskilda ord för honan, till exempel tik (hund), kvinna (människor), ko (bland annat nötkreatur, valar och älg) och höna (hönsfåglar).
Honor utmärks hos däggdjur (och kräldjur) av två könskromosomer, XX, till skillnad från handjurens XY. 
Hos fåglar och groddjur är förhållandet omvänt, där har hannen XX och honan XY. För att göra begreppsförvirringen något mindre brukar man istället benämna hanen hos dessa djur ZZ och honan ZW. 
Hos vissa grupper av insekter, såsom gräshoppor och kackerlackor finns bara en sorts könskromosom. Där bestäms könet istället utifrån om individen har ett eller två exemplar av kromosomen. XX innebär hona och enbart X, även kallat X0, innebär hane.
Hos de flesta arter av bin och myror finns inga könskromosomer alls. Det som avgör könet är istället om ägget är befruktat eller ej. Ett befruktat ägg ger upphov till en diploid individ med 32 kromosomer, som blir en hona. Ett obefruktat ägg bildar istället en haploid individ, med 16 kromosomer, som blir en hane. 
Hos fröväxter talar man om han- och honplantor hos vissa arter, så kallade tvåbyggare. Honplantan är då den planta där pistillerna sitter och fröämnet bildas. Vissa växtarter, till exempel rosor, har istället särskilda han- och honblommor på samma planta och är så kallade synoiker.
Hos många djur, särskilt hos fåglar och fiskar, har honor en diskretare färgteckning än hanen och har färre så kallade sekundära könskaraktärer. Hos många arter är det för att det är honan som bär det största ansvaret för bo och ungar och ett kamouflage har därför gynnats evolutionärt. En annan viktig orsak är att hanen vill med sina sekundära könskaraktärer visa att han är frisk och stark och har bra gener och därmed blir en bra far. Dock finns det flera arter inom olika djurgrupper där det är honan som ska imponera på hanen med sekundära könskaraktärer och hanen därmed har ett diskretare utseende.
Hos de flesta däggdjur är honan något mindre än hanen. Hos fiskar och insekter är honan dock normalt större. Hos vissa fiskarter kan honan vara över 100 gånger större än hanen.

## Grafiskt tecken
Tecknet för hona är en ring med ett nedåtpekande kors under. Det är samma tecken som planeten Venus hade i äldre astronomi och koppar hade i äldre kemi. Tecknet har utvecklats från att från början bestå av en nedåtriktad pil. Tecknet för hane bestod av en uppåtriktad pil.